# Gavin Rossdale
Gavin McGregor Rossdale (Kilburn, Londres, 30 de Outubro de 1965) é o vocalista e guitarrista da banda rock inglesa Bush e também tocou no grupo Institute.

## Biografia
Nascido em Kilburn, Londres, Inglaterra, é filho da escocesa Barbara Stephan e de Douglas Rossdale, médico de ascendência russo-judaica. Seus pais divorciaram-se quando tinha onze anos e foi principalmente criado pelo pai e uma tia (a sua mãe voltou a casar e mudou-se para a Flórida). Tem uma irmã mais velha, Soraya, e uma irmã mais nova, Lorraine.
Rossdale foi modelo durante um curto período, e começou a tocar baixo com o namorado da sua irmã Soraya, que estava numa banda chamada The Nobodyz. Algum tempo depois, mudou para a guitarra. Com 17 anos, deixou a Escola de Westminster, praticou futebol semi-profissional até ter desistido devido a uma lesão, e formou uma banda chamada Midnight (após se ter chamado Little Dukes). Esta banda produziu alguns singles e algumas fotos publicitárias. Em 1991, Gavin mudou-se para Los Angeles durante 6 meses, viveu onde pôde, e trabalhou no que aparecesse, incluindo assistente de produção em filmagens de vídeos. Passou também algum tempos em Nova Iorque antes de regressar a Inglaterra inspirado para iniciar uma nova banda. Em 1992, Gavin formou os Future Primitive, cuja composição original incluía Sacha Gervasi, que os abandonou para seguir a carreira de realizadora. A banda alterou o seu nome para Bush e, no verão de 1994, lançou o seu álbum de estreia, Sixteen Stone.

## Bush
Gavin é o vocalista/guitarrista da banda rock pos-grunge Bush. O seu primeiro álgum, Sixteen Stone (1994), foi um enorme sucesso. Quase do dia para a noite, os Bush passaram de pequenos pubs em Londres para cabeças de cartaz em grandes palcos, resultado de uma turnê sem descanso. Contudo, alguns críticos catalogaram-nos como uma imitação inferior de bandas como o Nirvana ou o Pixies, e este criticismo seguiu-os em toda a sua carreira como banda. Em particular, a voz rouca e inconstante de Rossdale e as suas letras foram referidas como uma imitação do vocalista dos Nirvana, Kurt Cobain. Apesar de a banda ter atingido o status de super-estrelas nos Estados Unidos, o seu impacto nos tops musicais do Reino Unido pouco se fez sentir, com exceção do single "Swallowed", que chegou a número 7. A mudança de companhia discográfica e um extenso hiato não fizeram bem à banda, que se separou de forma não-oficial em 2002.
Os álbuns dos Bush incluem: "Sixteen Stone", "Razorblade Suitcase" (produzido por Steve Albini), "The Science of Things" e "Golden State", sendo que nenhum deles alcançou o sucesso de "Sixteen Stone".

## Depois do Bush

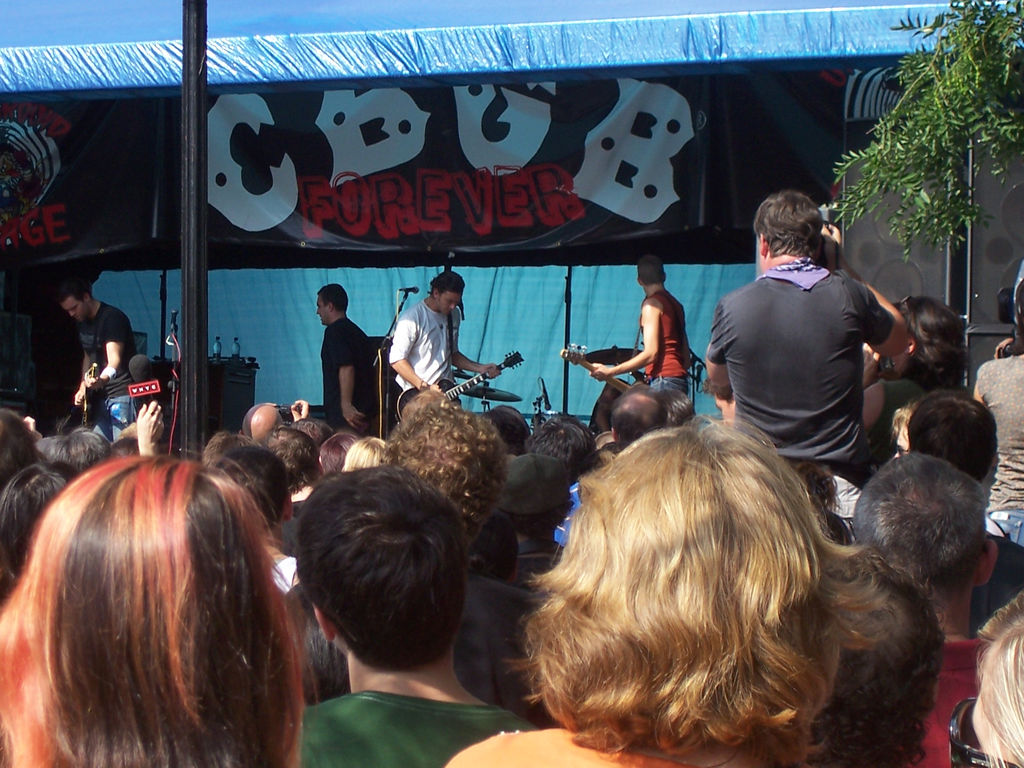
Banda Institute

Em 2004, após o hiato de dois anos do Bush, Rossdale formou os Institute. O seu primeiro álbum, Distort Yourself, lançado a 13 de Setembro de 2005, alcançou sucesso moderado e o single "Bullet-proof skin" foi utilizado no filme "Stealth". E em 2010 a banda volta à ativa
Rossdale participou na banda sonora do filme "XXX", em 2002, com uma canção intitulada "Adrenaline". A canção foi também utilizada como tema oficial do evento do WWE, Unforgiven, em Setembro de 2002.
Em 2005, Rossdale fez uma aparição no filme Constantine, fazendo o papel do vilão Balthazar. Para além disso, entrou em Zoolander (2001), The Mayor of Sunset Strip (2003), Little Black Book (2004) e The Game of Their Lives (2005), e mais recentemente interpretou Ricky no filme The Bling Ring (2013).

## Vida pessoal

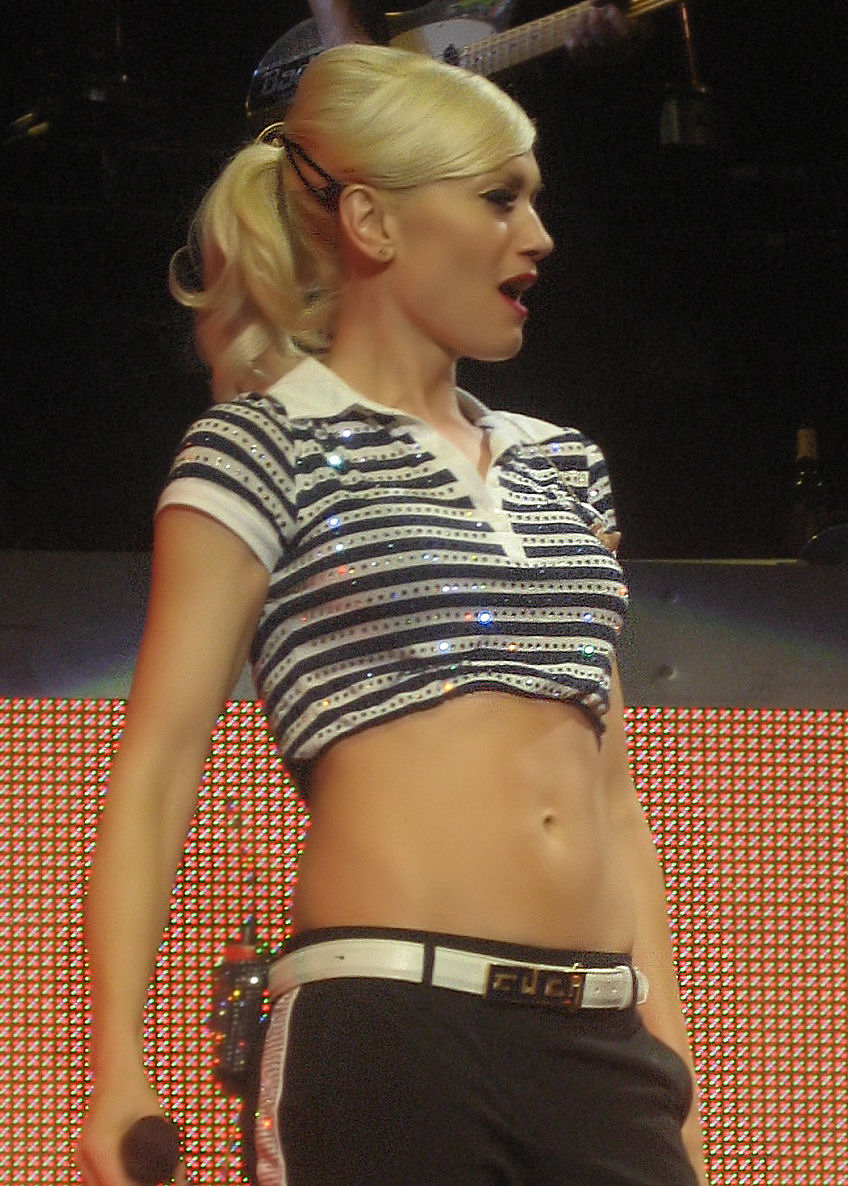
Gwen Stefani cantando "Cool" no Tweeter Center for the Performing Arts em Mansfield, Massachusetts, Estados Unidosgwen

Rossdale tem casas em Primrose Hill (Londres) e na Califórnia, e costuma participar no circuito de tênis de celebridades na última.
Em 2004, foi revelado que era pai da filha de 16 anos de Pearl Lowe, Daisy Lowe. Rossdale e Lowe tiveram uma relação e o mesmo havia sido o padrinho de Daisy.
No dia 14 de Setembro de 2002, Rossdale casou-se com Gwen Stefani, vocalista do No Doubt. No dia 26 de Maio de 2006, nasceu o seu primeiro filho, Kingston James McGregor Rossdale. No dia 21 de Agosto de 2008 nasceu seu segundo filho, Zuma Nesta Rock. E em 28 de Fevereiro de 2014 nasce seu terceiro filho com Gwen, Apollo Bowie Flynn Rossdale.
O casamento de Rossdale e Gwen Stefani durou até 2015.